# Hidrogén-diszulfid
A hidrogén-diszulfid (H2S2) szervetlen vegyület. Nagyon kellemetlen, irritáló szagú színtelen folyadék. Nagyobb töménységben szédülést, zavartságot, szélsőséges esetben eszméletvesztést okoz.
Semleges közegben kén-hidrogénre és elemi kénre bomlik. Rendkívül tűzveszélyes, hevesen reagál oxidálószerekre és lúgokra.
A szulfánok kénből és hidrogénből álló vegyületek, összegképletük H2Sn (n=1..8). A hidrogén-diszulfid e vegyületcsoport második tagja.

## Előállítás
Alkáli- vagy alkáliföldfém-poliszulfidok vizes oldatát −15°C-on tömény sósavval elegyítik. A vizes réteg alatt szulfánok elegyéből álló sárga olajos folyadék keletkezik,
melyből frakcionált desztillációval lehet elválasztani a hidrogén-diszulfidot.